# Макенбах, Ральф
Ральф Макенбах (нидерл. Ralf Mackenbach; род. 4 октября 1995, Бест, Северный Брабант, Нидерланды) — голландский певец, победитель конкурса песни «Детское Евровидение — 2009».

## Биография
Ральф очень разносторонний человек — он изучает различные танцевальные стили: урбан, поп, брейк и степ; занимается фехтованием в клубе P.S.V. Эйндховен. Кроме того, в его интересы входят вейкбординг, компьютеры, прыжки на батуте, катание на лыжах, игра на барабанах и пианино.
Два раза в неделю Ральф занимается в Танцевальной Академии Люсии Мартас в Амстердаме. Владеет голландским, французским и английским языками.
У себя на родине он также известен как актёр мюзиклов и рекламы.
В связи с тем, что 2013 год был объявлен годом Нидерландов в России, Ральф находился в Москве с 28 марта по 1 апреля включительно. Ральф прилетел в Москву с родителями и старшим братом Рулом по приглашению молодёжной организации Институт Гуманитарного Развития. В рамках своего визита он провел ряд пресс-конференций, выступил на концерте Родиона Газманова, исполнив вместе с ним англоязычную версию хита Родиона «Люси», а также с успехом выступил на своем концерте 30 марта, где также выступали российские артисты (в том числе Родион Газманов и участники Детского Евровидения от России).

## Карьера

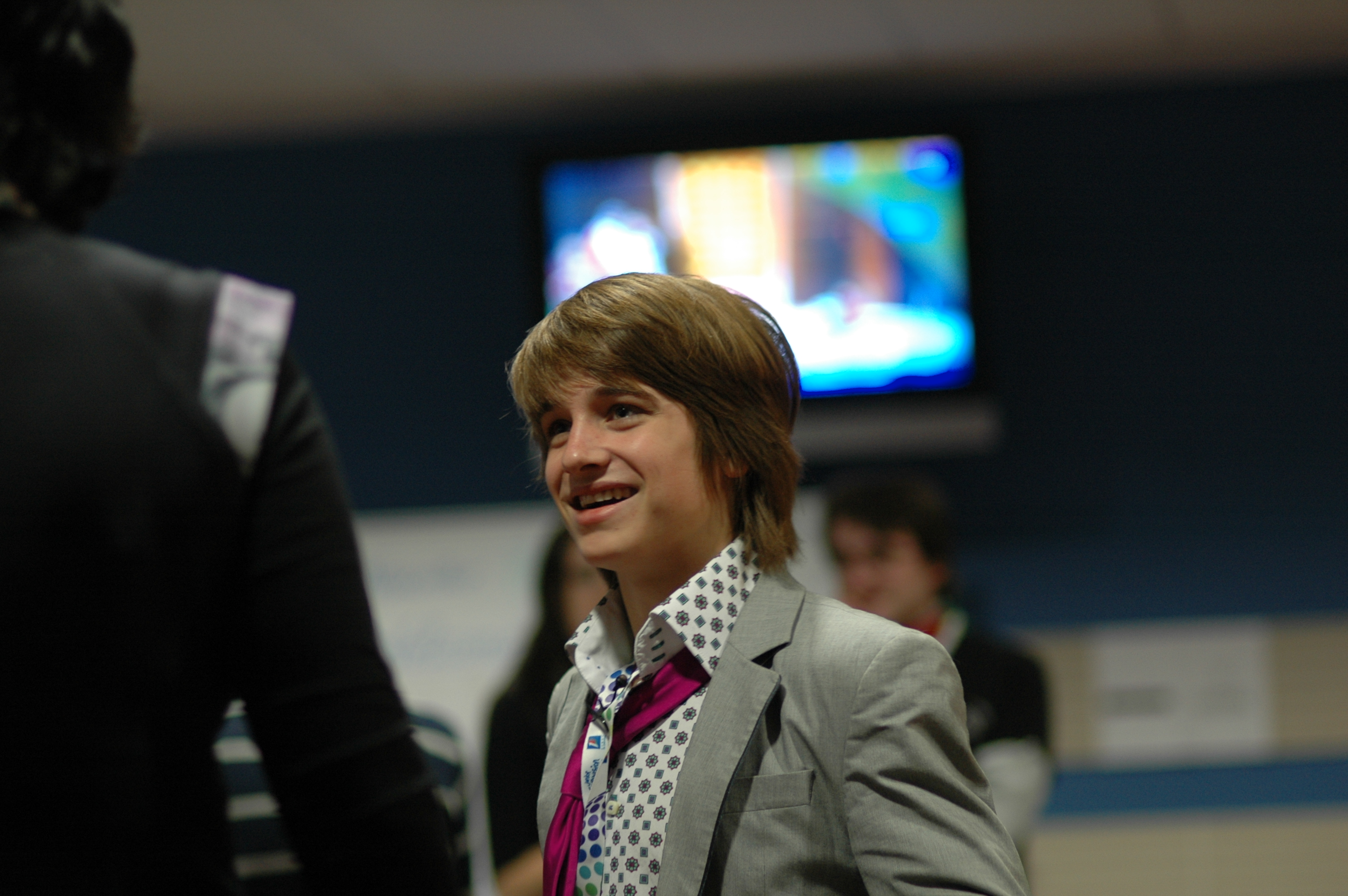
Ральф на Детском Евровидении 2010 в Минске

- В 2005 году — роль Jakopje в мюзикле «Красавица и Чудовище» (вместе со своим старшим братом Риком).
- В 2007—2008 годах — главная роль в мюзикле «Тарзан».
- В 2007 году принимал участие в отборе на «Детском конкурсе песни Евровидение 2007» вместе со своей группой Rready (Rick Mackenback, Matthijs van de Langenberg и Rose-Anne van Elswijk) с песней «Factor X», но из-за занятости Ральфа в «Тарзане» им пришлось отказаться от конкурса.
- В 2009 году принимал участие в мюзикле «Factor X».
- 21 ноября 2009 года — занял первое место на «Детском конкурсе песни Евровидение 2009» с песней «Click Clack», набрав 121 балл.
- В 2011 году он участвовал в проекте Нидерландов «Звёзды на льду».

## Интересные факты
У Ральфа есть два брата: Рик (также актёр мюзиклов и кино, Ciske de rat, Les Miserables, Mijn Vader is een Detective 2009) и Роэль.
- Ральф — левша.

## Дискография
- Ralf (2010)
- Moving on (2011)
- Seventeen (2012)

### Песня «Click clack»
Песня Ральфа посвящена чечётке, которая нравится ему больше всего.

«…мне очень нравится чечётка и отсюда и вышла концепция моей песни, а все остальное родилось после экспериментирования с новыми мелодиями, новыми словами, новыми ритмами и тому подобным. …она позволяет создавать свои собственные ритмы и каждый раз это звучит по-новому!»